# Vesna Stanković-Milekić
Vesna Stanković-Milekić (en serbe cyrillique : Весна Станковић-Милекић ; née le 26 mars 1972) est une actrice et une femme politique serbe. Elle est membre de la présidence du Parti social-démocrate de Serbie (SDPS) et vice-présidente du groupe parlementaire du SDPS à l'Assemblée nationale de la République de Serbie,.

## Biographie
Vesna Stanković-Milekić naît en 1972 dans les monts Homolje, à l'est de la Serbie. Quand elle a 10 ans, sa famille s'installe à Petrovac na Mlavi, où elle termine ses études élémentaires et secondaires. Elle étudie ensuite à la Faculté de droit de l'université de Belgrade puis, au bout de trois ans, elle s'inscrit à la Faculté des arts dramatiques de l'université des arts dans la classe du professeur Vladimir Jevtović.
Après ses études, Vesna Stanković travaille pour le Théâtre dramatique yougoslave et elle écrit des pièces et réalise des mises en scène pour le Balkan Novi Pokret, théâtre qu'elle fonde en 1999 avec Milovan Zdravković. En plus de ses activités théâtrales, elle est aussi engagée dans un travail pédagogique, notamment à l'Académie des beaux-arts.
Vesna Stanković reçoit des récompenses nationales et internationales en tant qu'actrice et en tant que dramaturge, notamment deux médailles d'or au Festival international du monodrame et de la pantomime de Zemun, le prix de la meilleure actrice au Festival des petites scènes de Sarajevo, au Festival du monodrame de Korča et à Radio Belgrade (en 2010). Avec la troupe du Balkan Novi Pokret, elle participe à de nombreux festivals, à Londres, Édimbourg, en Italie, en Albanie, en Grèce, en Turquie, en Slovénie, en Moldavie ou en Bulgarie.
Sur le plan politique, Vesna Stanković-Milekić est membre de la présidence du Parti social-démocrate de Serbie (SPDS) fondé en 2009 par Rasim Ljajić et, lors des élections législatives du 6 mai 2012, elle figure sur la liste de la coalition Un choix pour une vie meilleure, soutenue par le président sortant Boris Tadić, ce qui lui vaut de devenir députée à l'Assemblée nationale de la République de Serbie ; le SDPS forme un groupe parlementaire et Vesna Stanković-Milekić en devient la vice-présidente.
À l'Assemblée, en plus de cette fonction, elle participe aux travaux de la Commission de la culture et de l'information et, en tant que suppléante, à ceux de la Commission des droits de l'enfant.

## Vie privée
Vesna Stanković-Milekić est mariée et mère de deux enfants.